# استانیسلاو لوپاخوف
استانیسلاو لوپاخوف (به انگلیسی: Stanislav Lopukhov) (زادهٔ ۲۷ نوامبر ۱۹۷۲) شناگر اهل روسیه است.